# 不戦勝

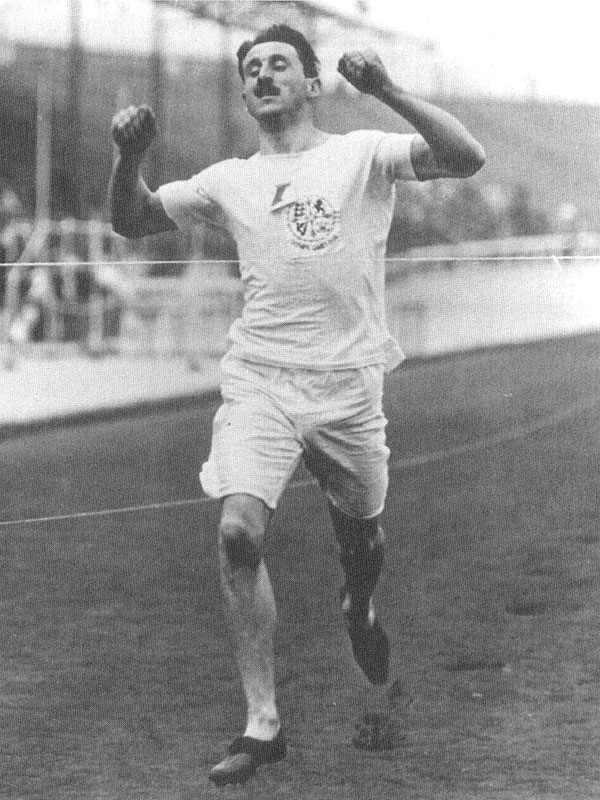
ウィンダム・ハルスウェルは、1908年ロンドンオリンピック男子400mで不戦勝（ウォークオーバー）により金メダルを獲得した。アメリカ人のジョン・カーペンターは失格となり、チームメイトのジョン・テイラーとウィリアム・ロビンスは抗議のためレースを棄権した。

不戦勝（ふせんしょう）は、スポーツなどにおいて競合相手がいない場合、または競合相手が失格等の理由により除外された場合、勝利と同等の権利が与えられるもの。日本語では相手の不戦勝で敗れた場合に不戦敗（ふせんぱい）とも称する。英語圏では後述の語源からウォークオーバー（英: walkover、WOまたはw/o）と称する。英語圏での「ウォークオーバー」の用例は、1829年から見られる。
当該試合が没収されたか、対戦相手が競技会等から撤退した場合に生ずる。この用語はスポーツ以外にも選挙など、無条件で勝利を収めることができる状況に用いられる。

## 語源
元々「ウォークオーバー」の語は、イギリスでの競馬に由来する。イギリスではジョッキークラブのルールに基づいて施行される競馬においては、参加馬は勝利の権利を得る前にコースを「（少なくとも歩いて）完走する」（Walk Over）必要があった。これは、2位または3位で到着した馬の賞金が保証されていなかった（勝てる見込みのないレースに馬を出走させるだけのインセンティブがなかった）当時は1頭のみの競走（単走）が多く施行されており、一般的なルールであった。18世紀の競走馬エクリプスは、同時代の競走馬よりも実力差が大きかったため9回の単走が実施され 、1828年のダービーステークスの優勝馬であるキャドランドは少なくとも6回の単走が実施された。単走レースはイギリス以外でも行われており、キンチェム（ハンガリー）やキンテン（日本）、スペクタキュラービッド（アメリカ）が経験している。
1頭立ての競馬でもコースを完走する（または他の方法で乗る）必要があるというルールは2006年までレースの管理規則に残っていたが、適正な馬体重で決勝線（ウイニングポスト）の前を通り過ぎれば勝者として認められるという、より簡素化した形に置き換えられた 。2021年3月20日にはイギリス・ケンプトンパーク競馬場で「1頭立て」のレースが行われ、本来4000mで行われるレースが1ハロン（約200m）に短縮され、唯一出走した10歳馬のマラクジャ (Marracudja) がゴール板の前を駈歩で駆け抜けて「レース成立」となった。

## スポーツ
競馬以外のスポーツでウォークオーバー、すなわちチームが（相手の出場無しに）試合成立を試みる行為は、19世紀から20世紀初頭にかけてのオーストラリアンフットボールの試合で見られた。19世紀には、一方のチームが試合出場可能な選手を確保できなかったことが原因で、予定された試合が当日にキャンセルされることは珍しくなかったが、これらは一般に再試合または（再試合の組まれない）試合中止として扱われていた。
そのような状況で試合成立による不戦勝を主張した最初のチームは、1870年のチャレンジカップにてホブソンズ・ベイ・レイルウェイFCとの試合が予定されていたアルバートパークFCだった。ホブソンズ・ベイ・レイルウェイFCは選手が不足しており、試合出場を拒否したため、アルバートパークFCは審判を連れてフィールドに出て、2つのゴールを挙げ、（試合成立による）不戦勝を主張した。アルバートパークFCの勝利の主張とチャレンジカップへの影響は物議を醸し、他のクラブによる論争を巻き起こした。当時のあるスポーツライターは、「フットボールにおいて、（一方が試合に出場しての）不戦勝の発想は単純にばかげており、前例のないものだ」とコメントした。
にもかかわらず、この手法による不戦勝の試みはその後同様の状況において頻出した。審判はボールをバウンドさせて正式にゲームを開始し、出場した側のチームはリードを確保するために少なくとも1回得点し、その後試合は中止された。最も高い試合レベルで見られた同様の事例としては、1900年のビクトリアンフットボールリーグ (VFL) の試合で確認されており 、地域レベルでの試合での散発的な報告は、実際の不戦勝がメルボルンの外を含めて1930年代までに見られたことが確認されている  。
1908年ロンドンオリンピックでは、男子400m決勝で、当初アメリカのジョン・カーペンターが1着となったものの、カーペンターの妨害行為（当時のアメリカの陸上ルールでは合法だったという）により失格となり再レースが行われたが、最初の決勝に出場したアメリカの2選手が再レースへの出場を拒否し、残ったウィンダム・ハルスウェルだけが出場することとなり、トラックを1人でジョギングして金メダルを獲得した。
1920年アントワープオリンピックのセーリングでは、合計16の種目（階級）が行われたが、うち7つの種目では参加艇が1艇のみで、このうち6種目では1艇がコースを完走して金メダルを獲得した。 一方、18フィートディンギー級の種目でも、イギリスのフランシス・リチャーズのみが出場したが、彼は完走しないまま国際オリンピック委員会 (IOC) によって公式に金メダルを獲得した。しかし、主催者による最も公式なレポートではリチャーズについての言及はなく、レースを終了しなかったために乗組員が実際に金メダルを受け取ったかどうかについて疑問を呈されている。なお、16種目のうち2種目は出場艇がなく、レースそのものが完全に不成立となった。また、オリンピックのセーリング競技で16もの階級が設定されたのはこの時だけである。
1974 FIFAワールドカップ・予選の大陸間プレーオフはヨーロッパ代表のソビエト連邦（ソ連）と南米代表のチリの間で行われたが、ソ連はチリ・クーデターの発生を受け、クーデターの2か月後に行われる予定だったチリでの第2戦を中立国で開催することを要求したものの国際サッカー連盟 (FIFA) とチリがこれを拒否し、FIFAは1-0で（ソ連の棄権による）チリの不戦勝とした。しかし、第2戦が行われる（予定だった）エスタディオ・ナシオナルには15,000の観衆が詰めかけ、キャプテンのフランシスコ・バルデスが無人のゴールに得点を決めた（このため、公式記録上の最終スコアも2-0とされた）。
現代ではより一般的な意味として、実際にウォークオーバー（一方のチーム・選手による試合成立行為）が行われなくても、一方のチーム・選手がプレーできない、またはプレーを拒んだために試合が成立しない場合、多くのスポーツで一方を不戦勝とする制度（没収試合）が導入されている。場合によっては、無条件に不戦勝と通常の勝利が区別される。例えばテニス（を対象としたベッティング）では、選手が試合前に棄権したときに不戦勝（試合不成立）となるが、試合中に怪我のために棄権したときは試合が成立したものと見なす。多くの競技団体では、不戦勝（没収試合）の場合に適用される名目上のスコアを決めており、例えば2019年パンアメリカン競技大会の女子バスケットボール・アルゼンチン対コロンビアの試合では、アルゼンチンが間違ったユニフォームを用意してしまい没収試合となり、コロンビアが20対0の不戦勝扱いとされた。一方、口語的には、極端に一方的な点差となったゲームを指して「ウォークオーバー」と呼ぶこともある。これは、相手チームの出場資格を失うことなく、没収試合同様のスコアを達成できたことを意味するものである。

## スポーツ以外
ブラインド・ベットを使用するポーカーでは、他のプレーヤーがビッグブラインドをコールまたはレイズしない場合、ハンドはウォークオーバー（通常は「ウォーク」と短縮する）と見なされ、ビッグブラインドを投稿したプレーヤーが無条件にハンドを勝ち取る。キャッシュゲームではプレーヤーが「ブラインド・ベットを分割」できることが多いため、ウォークはトーナメントプレイで最もよく見られる（つまり、アクションがスモールブラインドに到達するまでにコーラーまたはレイザーがいない場合はブラインドベットを取り戻す）。トーナメントでのチョッピングは許可されていない 。
選挙では、無投票当選だけではなく、対立候補の勝利の可能性が極めて低い場合に「不戦勝」（ウォークオーバー）と称することがある。